# هيئة المسح الجيولوجي السويدية
هيئة المسح الجيولوجي (بالسويدية: Sveriges geologiska undersökning)‏ (SGU) هي :وكالة حكومية سويدية ‏ تأسست عام 1858 تتعامل مع أسئلة حول طبيعة الإدارة الجيولوجية والمعدنية في السويد.

## روابط خارجية
- الموقع الرسمي

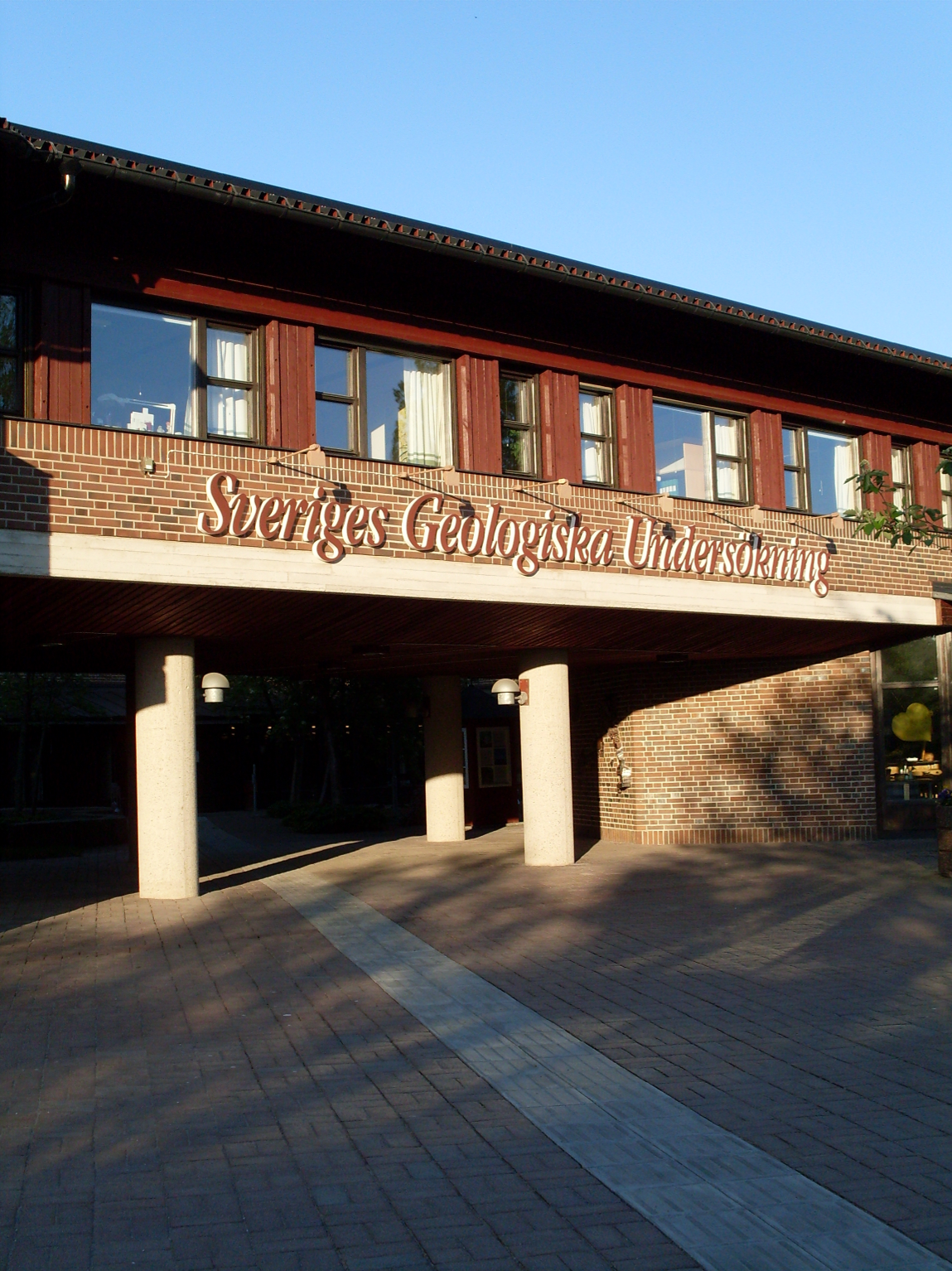
هيئة المسح الجيولوجي السويدية ، أوبسالا